# Кашубовка

Кашубовка (укр. Кашубівка) — село,
Терешковский сельский совет,
Полтавский район,
Полтавская область,
Украина.
Код КОАТУУ — 5324083906. Население по переписи 2019 года составляло 504 человека.

## Географическое положение
Село Кашубовка находится на расстоянии в 1 км от сёл Никольское и Портнивка.
Рядом проходят автомобильная дорога Т-1712 и
железная дорога, платформы Миновка, Кашубовка, Портнивка в прибл. 1-м км.

## Экономика
- ЗАО «Кашубовка».

## Объекты социальной сферы
- Школа І ст.
- Клуб.